# 7. Sinfonie (Mjaskowski)
Die Sinfonie in h-Moll op. 24 ist die siebte Sinfonie des Komponisten Nikolai Jakowlewitsch Mjaskowski.

## Entstehungsgeschichte
Die siebte Sinfonie schrieb Mjaskowski zeitgleich mit der sechsten. Sie diente ihm sozusagen als „Entspannung“. Die langwierige und schwierige Arbeit an der sechsten Sinfonie hatte ihn große Anstrengungen gekostet, und so schuf er nebenher eine kleine und überschaubare Sinfonie. Die ersten Skizzen des Werks entstanden Anfang 1921, als er die Skizzen der sechsten weitgehend abgeschlossen hatte. Mit der Vollendung der sechsten Sinfonie waren auch die Arbeiten an der siebten fertig. 1924 war Mjaskowski in die ASM (Assoziation für zeitgenössische Musik) eingetreten, damit änderte sich seine Tonsprache weg von der Romantik und hin zur Moderne. Die sechste und siebte Sinfonie stellen eine Übergangsphase dar.

## Analyse
Diese mit einer Aufführungsdauer von nur 24 Minuten vergleichsweise kurze Sinfonie stellt einen starken Kontrast zur sechsten Sinfonie dar. Ihr fehlt jegliche Brisanz und sie ist eine Rückkehr zu den romantischen Sinfonien der Vorkriegsjahre. Ihr Charakter lässt sich am besten als „romantisches Poem“ beschreiben, auch wenn sich die zunehmende Schärfe der Tonsprache der 1920er Jahre schon erkennen lässt. Als Inspiration dienten Mjaskowski Natur- und Landschaftseindrücke, die er auf langen Spaziergängen und Fahrten ins Grüne gewonnen hatte. Auffällig an dem Werk ist, dass Mjaskowski keinerlei Bilder mehr von Kampf oder Tod verwendet. Gründe dafür könnten eine ausreichende Verarbeitung in den früheren Sinfonien sein oder einfach, dass er Ablenkung von seinen traumatischen Erlebnissen suchte. Die Sinfonie besteht aus zwei Sätzen, wobei der zweite den langsamen Teil und das Scherzo in sich vereint. In der Einleitung des ersten Satzes erklingt eine Hirtenweise, die Mjaskowski 1912 in Batow gehört hatte.

## Rezeption und Kritik
Die Uraufführung der Sinfonie fand am 8. Februar 1925 statt. Die Sinfonien, die Mjaskowski in seiner zweiten Schaffensphase schrieb, waren alle Erfolge, auch wenn keine die Qualität und Popularität der sechsten erreichte. Boris Assafjew schrieb über diese Werke: „Ihre ‹Sechste›, ‹Siebente›, ‹Achte›, ‹Neunte› und ‹Zehnte› sind Stufen von beeindruckender Höhe ... Es gibt heute außer Ihnen wohl niemanden auf der Welt, der so gewaltige Klangbauten errichtet ...“. Mit der neuen Klangsprache, die sich auch in der siebten Sinfonie schon ankündigt, entsprach Mjaskowski ganz den Vorstellungen der ASM und den Komponisten der Zeit. Interessanterweise war Mjaskowski mit dieser musikgeschichtlich eher unbedeutenden Sinfonie besonders zufrieden. So schrieb er in einem Brief an Prokofjew, ihm seien „mit Sicherheit einige Stellen gelungen [...] in der Durchführung des ersten Satzes und der gesamte zweite Satz“. Seine Äußerung, er wolle die Nummerierung seiner Sinfonien mit der siebten neu beginnen, widerrief er später aber wieder, da die vierte und fünfte sehr populär geworden waren. Nach der Uraufführung arbeitete Mjaskowski die Sinfonie grundsätzlich um und fügte 50 neue Partiturseiten hinzu. In dieser Form wurde das Werk schließlich im Wiener Universal-Verlag veröffentlicht und der Komponist war froh, dass die Version der Uraufführung noch nicht oft gespielt worden war. Sergei Alexandrowitsch Kussewizki bat 1926 noch vor der Veröffentlichung um die Noten für eine Aufführung in Paris, der Dirigent Hermann Scherchen führte die Sinfonie im gleichen Jahr in Winterthur auf und Leopold Stokowski zeigte sich interessiert an einer amerikanischen Aufführung.